# Бодяга
Бодя́га (Spongilla) — рід звичайних губок з родини бодягових (Spongillidae).

## Поширення
Види цього роду широко поширені по всьому світу. Ці губки живуть в озерах, деяких водоймах і повільних потоках, водосховищах, інколи у водопровідних трубах та підземних річках.

## Опис
Прісноводні губки. Живляться бактеріями та органічними, які відфільтровують з води. Можуть повільно пересуватися, завдяки м'якому екзоскелету, який вони можуть надувати і здувати. Деякі види взимку впадають у сплячку.

## Види
- Spongilla alba Carter, 1849
- Spongilla arctica Annandale, 1915
- Spongilla cenota Penney & Racek, 1968
- Spongilla chaohuensis Cheng, 1991
- Spongilla gutenbergiana Müller, Zahn & Maidhof, 1982
- Spongilla helvetica Annandale, 1909
- Spongilla jiujiangensis Cheng, 1991
- Spongilla lacustris Linnaeus, 1758
- Spongilla mucronata Topsent, 1932
- Spongilla permixta Weltner, 1895
- Spongilla prespensis Hadzische, 1953
- Spongilla sarasinorum Weltner, 1901
- Spongilla shikaribensis Sasaki, 1934
- Spongilla stankovici Arndt, 1938
- Spongilla wagneri Potts, 1889